# マンダリン・オリエンタル東京
マンダリン オリエンタル 東京（マンダリンオリエンタルとうきょう、Mandarin Oriental, Tokyo）は、東京都中央区日本橋室町二丁目にある高級ホテル。運営はマンダリン・オリエンタル東京。マンダリン・オリエンタルホテルグループ（ジャーディン・マセソン・グループの傘下）に属す。2005年12月2日に開業。

## 特徴
マンダリン・オリエンタルホテルグループが、30年間の賃貸契約を三井不動産と結び、国の重要文化財である三井本館の隣に建設された大型複合再開発ビル日本橋三井タワー上層階にマンダリンオリエンタル東京を開業した。マンダリンは建物の開発段階から参画し、ホテル部分の設計などは三井不動産に提案したという。
タワーの30階から36階を占めるゲストルームは全179室。最もベーシックなデラックスで約50平方メートルの広さ。22室のスイートはいずれも90m2以上を誇り、最高級のプレジデンシャルスイートは250m2の広さ。個性あふれるレストラン・バーをはじめ、スパ、婚礼施設、宴会場、会議室なども完備している。フロントは最上階（38階）にあるが、宴会場などは低層階に位置し、一部は三井本館に入居している 。

### 評価
2006年夏、世界的に権威ある格付機関「アメリカン・アカデミー・オブ・ホスピタリティー・サイエンス」より、史上初となる「6ツ星」ホテルの称号を授与された。2010年12月には、アメリカの金融専門誌『インスティテューショナル・インベスター』が選ぶ、世界有数のホテル・ランキングである『世界のベストホテル』において、世界一のホテルと評された。
「フォーブス・トラベルガイド2016」にて国内の「ホテル部門」で唯一最高評価である5つ星を2年間連続獲得、「スパ部門」でも2年続けて5つ星を獲得した。「ミシュランガイド東京2016」において１つ星を獲得した3つのレストランを含む11の料飲施設と、高層階にある179の客室を有する。

## レストラン&バー
- シグネチャー（フランス料理）
- センス（広東料理）
- センス ティーコーナー
- ケシキ（イタリアンダイニング）
- ヴェンタリオ（地中海料理）
- マンダリンバー
- オリエンタルラウンジ
- グルメショップ　by マンダリン オリエンタル 東京
- タパス モラキュラーバー
- ピッツァバー on 38th
- 鮨 心 by 宮川
- ザ・セラー（プライベートダイニング）

## スパ
- ザ・スパ・アット・マンダリン・オリエンタル・東京（37階）
  - スパスイート4室、トリートメントルーム5室、ヒート&ウォーターエリア（温浴施設）、リラクセーションラウンジ、スパブティック、フィットネスセンターなど。

## 写真

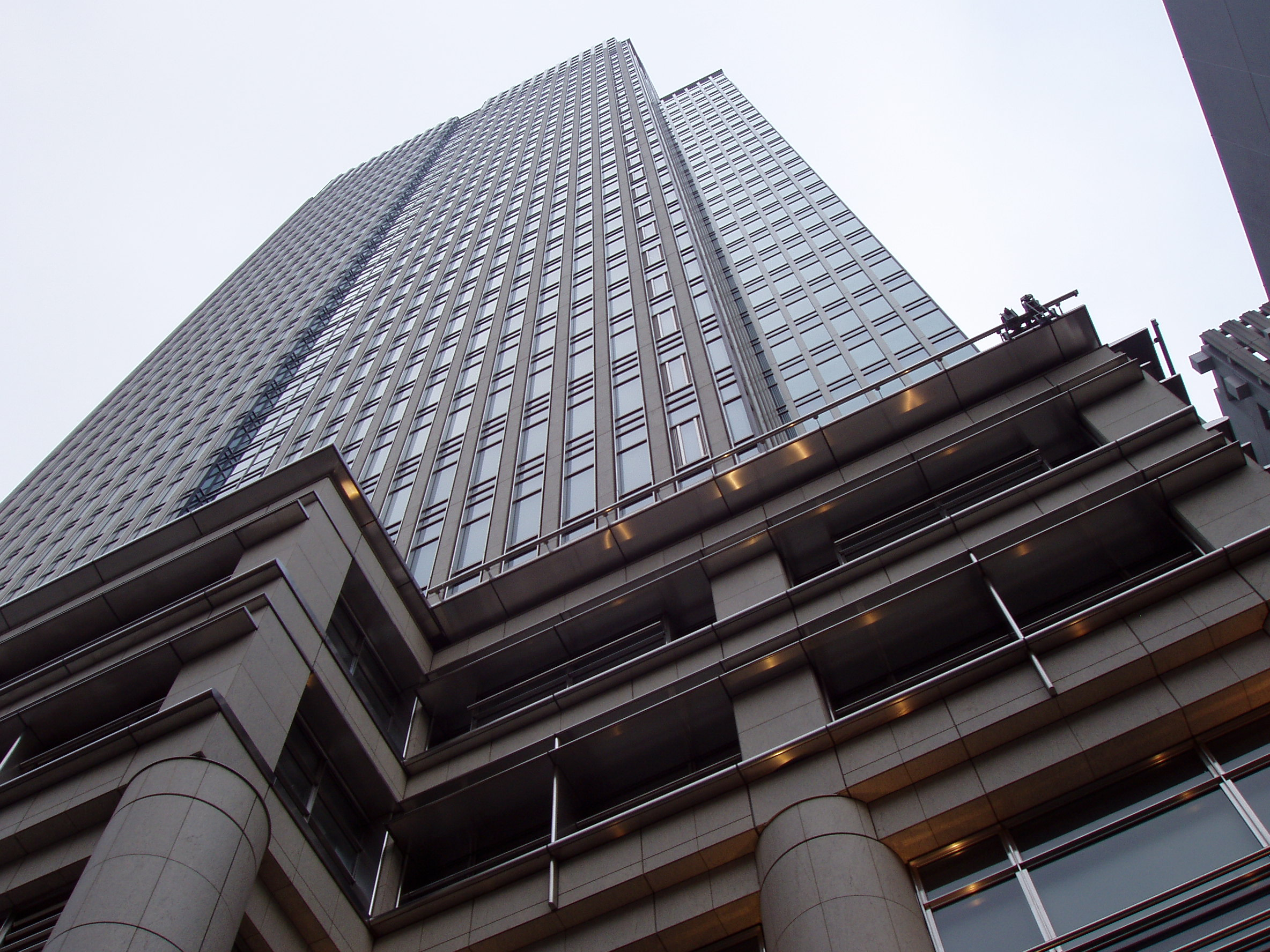
歩道より見上げる（2005年11月3日撮影）
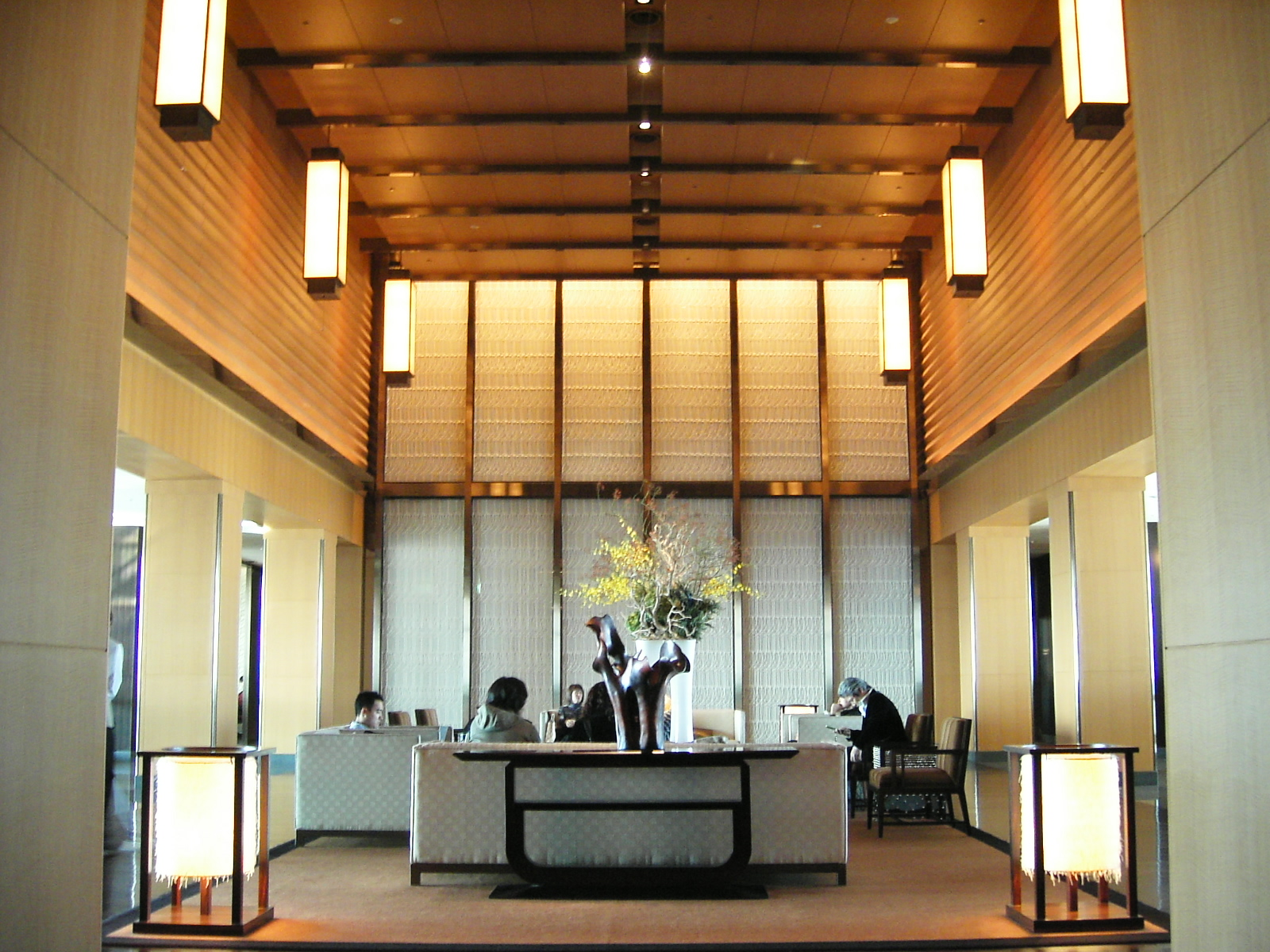
ホテルロビー（2005年11月12日撮影）
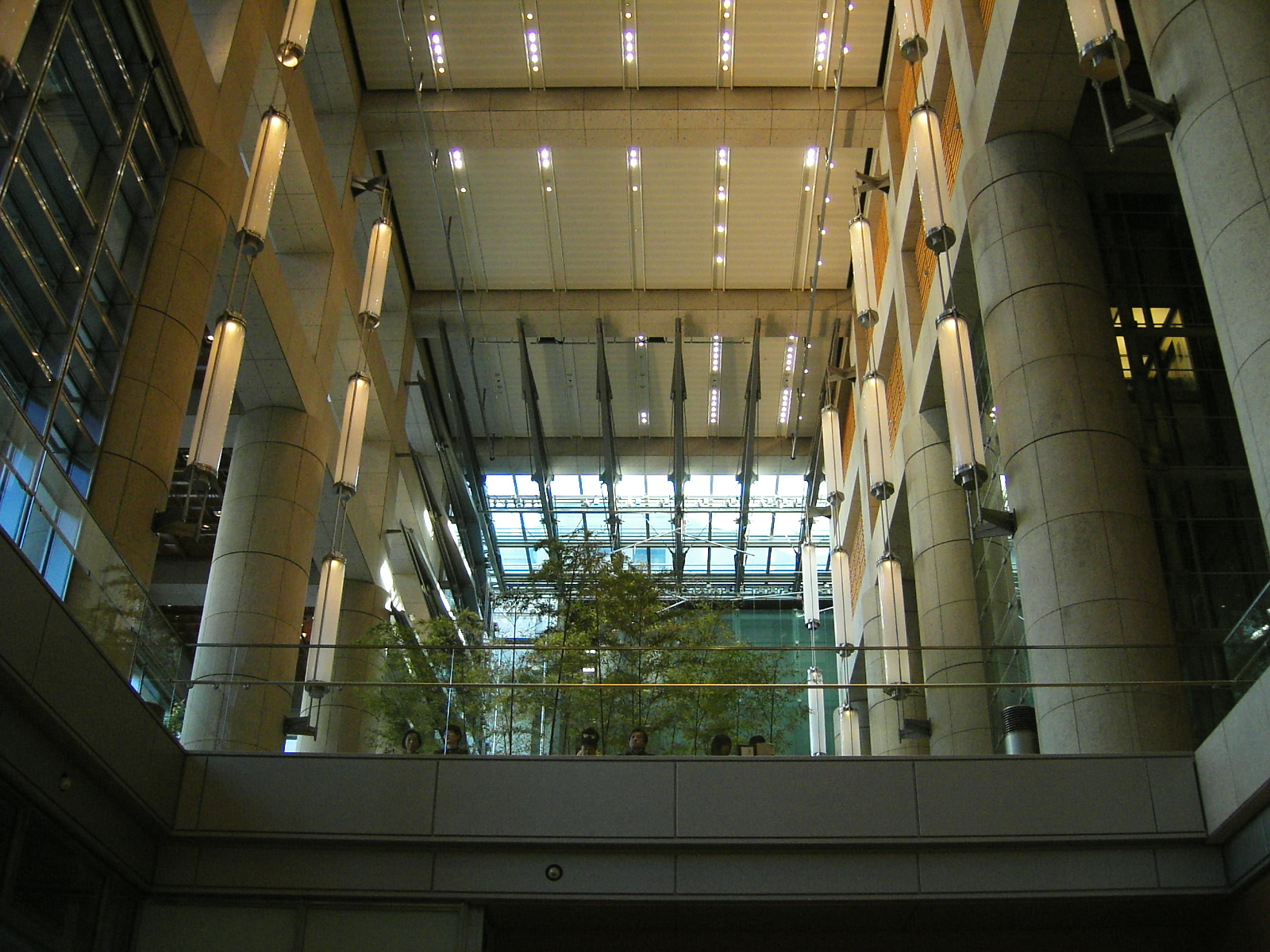
ロビー上部吹抜け（2005年11月12日撮影）
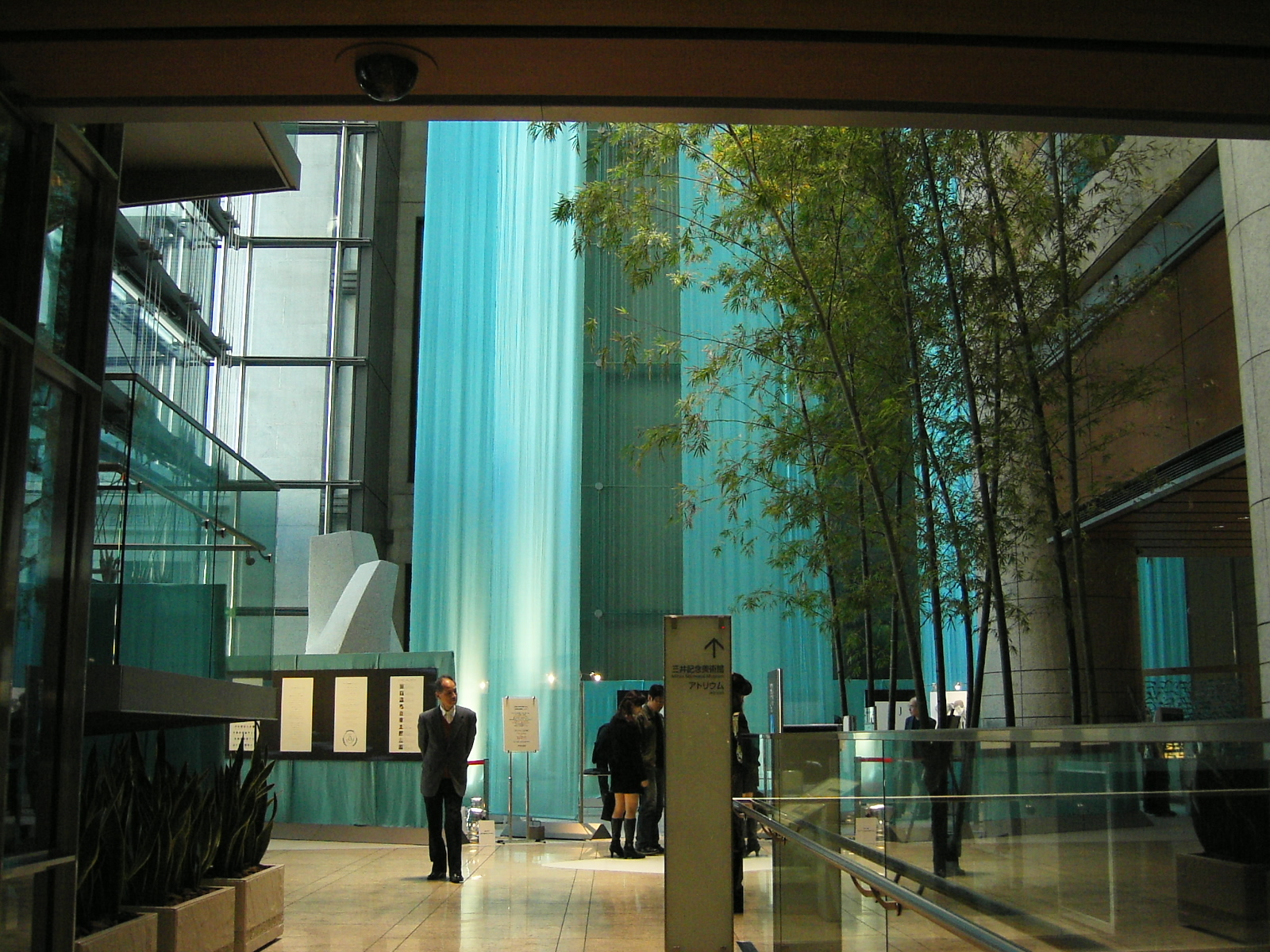
三井記念美術館入口（2005年11月12日撮影）
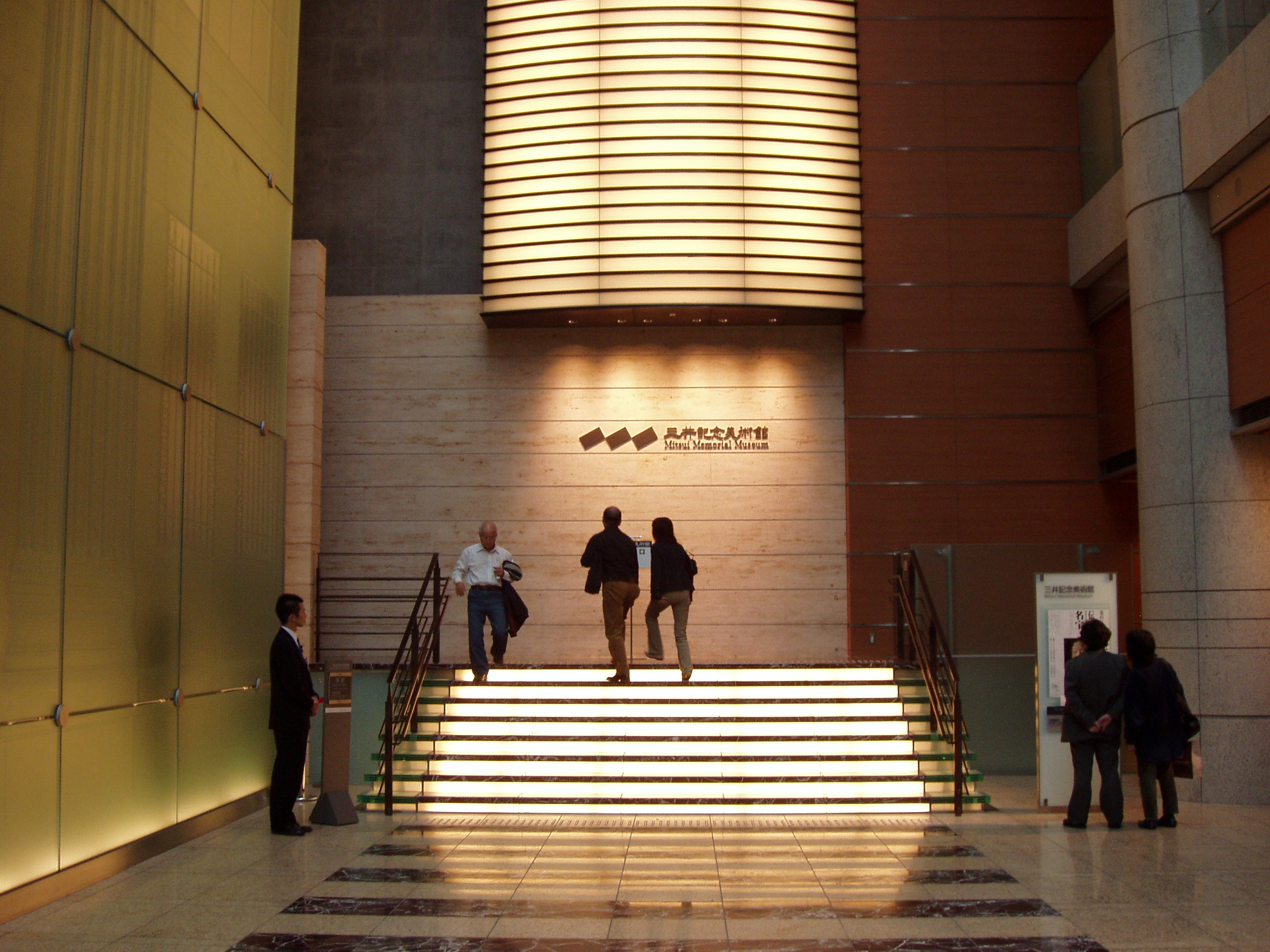
三井記念美術館（2005年11月3日撮影）